# Національний заслужений академічний український народний хор України імені Григорія Верьовки
Націона́льний заслу́жений академі́чний украї́нський наро́дний хор Украї́ни і́мені Григо́рія Верьо́вки — український професійний хоровий колектив, заснований 11 вересня 1943 року в Харкові.

## Історія

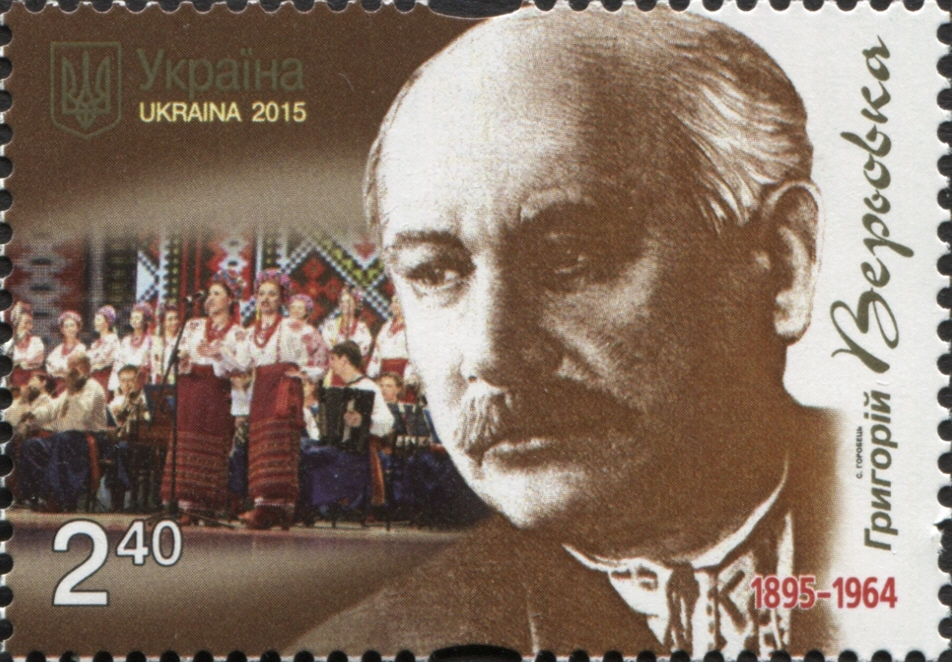
Григорій Верьовка

Організатором і першим керівником колективу був Григорій Верьовка, котрий очолив його разом зі своєю дружиною Елеонорою Скрипчинською. До першого складу хору увійшли 134 виконавці: 84 хористи, 34 артисти оркестру, 16 артистів балету. Від 1944-го колектив базується в Києві.
Хор репрезентував українське мистецтво в містах СРСР, Румунії (1952, 1956), Польщі (1953), Фінляндії (1954), Бельгії та Люксембургу (1958), Німеччини (1959), Югославії (1962) та інших країн.
На честь засновника колективу його ім'я присвоєно хору 1965 року. Того ж року хору надано звання заслужений, з 1974 — академічний, у 1997-му  надано статус національного.
При хорі є творча лабораторія з аутентичного виконання народної пісні, фольклорна група, яка систематично записує і розшифровує народні пісні, організовує серії самостійних концертів.
Анатолій Авдієвський уперше ввів у народний хор жіночі академічні голоси, розширивши його виконавські можливості. Керівника не задовольняло класичне однорегістрове й однотемброве звучання жіночих голосів, як у ансамблях і хорах деяких регіонів України (Полтавщини, Черкащини).
Хор Верьовки гастролював у Мексиці, Канаді, Франції, Швейцарії, Росії, Білорусі, Польщі, Німеччині та низці інших країн світу, він традиційно є учасником великих українських державних заходів. Має багато національних і міжнародних відзнак, зокрема за великий внесок у справу миру й дружби між народами нагороджений срібною медаллю Всесвітньої ради миру. У 2019 про хор знято повнометражний документальний фільм «Хор Верьовки» (реж. В. Шпак, продюсер Ю. Чернявська).

## Репертуар
Основу репертуару становлять український фольклор, пісні й танці інших народів. Значна частина обробок українських пісень була здійснена основоположником хору, Г. Верьовкою, яким характерні такі прийоми, як заспів низького жіночого голосу, чергування двоголосся з унісонами, октавні розгалуження, паралелізми квінт, терцій, тризвуків, застосування принцип варіаційно-фактурного гармонічного розвитку, прийоми поліфонічно-підголоскової техніки, елементи тембральної поліфонії. Згодом репертуар хору поповнився творами Б. Лятошинського, Л. Ревуцького, М. Лисенка та інших українських композиторів. В радянські часи до репертуару колективу входили й пісні, що прославляли комуністичних діячів, серед яких, наприклад пісня «Я славлю партію» В. Верменича.
В 2011 роки значний резонанс мало прем'єрне виконання за участю хора ім. Верьовки фольк-опери Є. Станковича «Коли цвіте папороть», що була заборонена в радянські часи. В другій половині 2010-х хор виступав також з кримськотатарськими, угорськими, польськими композиціями, прагнучи відобразити специфіку різних регіонів України або в рамках мистецького співроітництва з польськими музикантами.

## Склад колективу

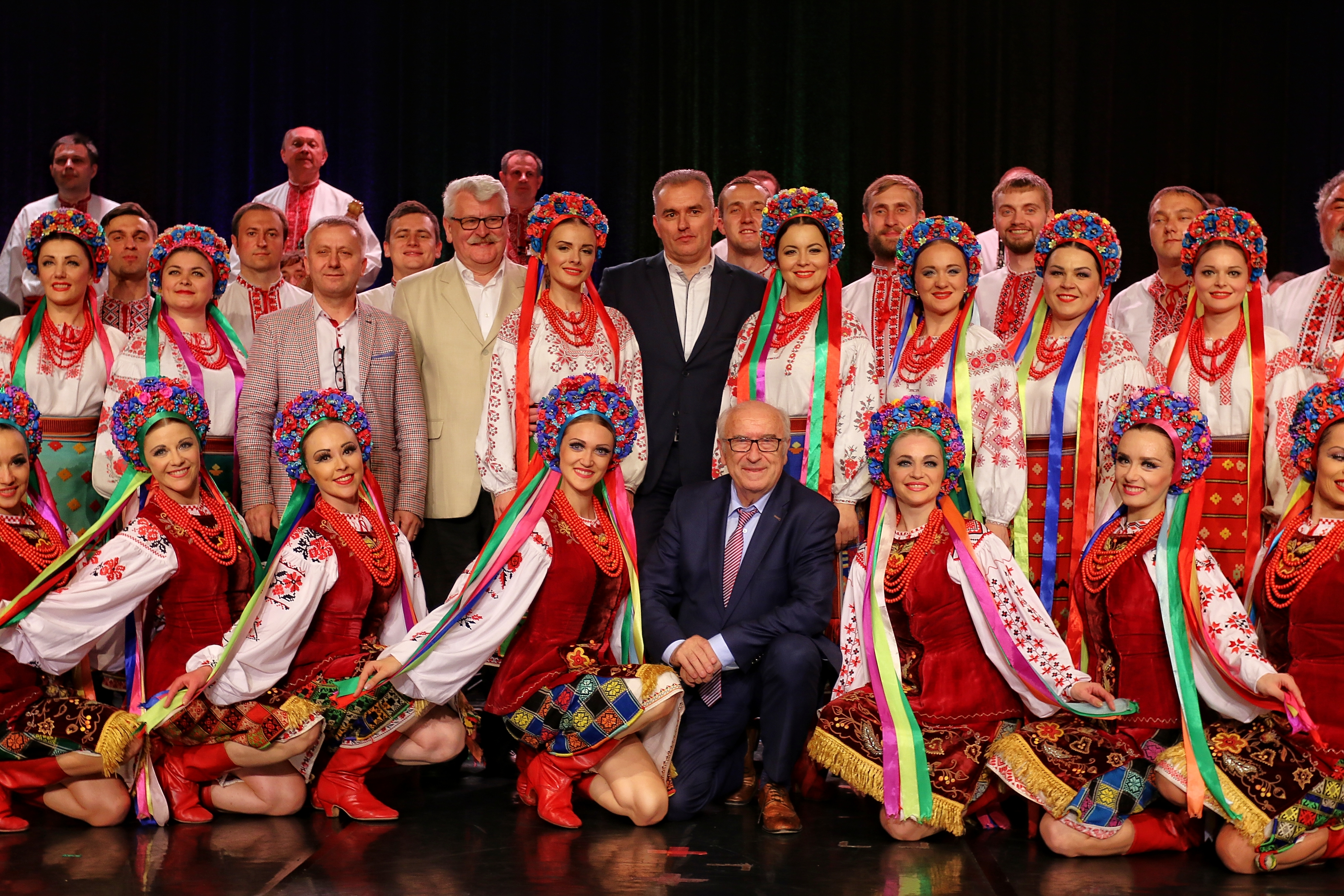
1 травня 2018 року

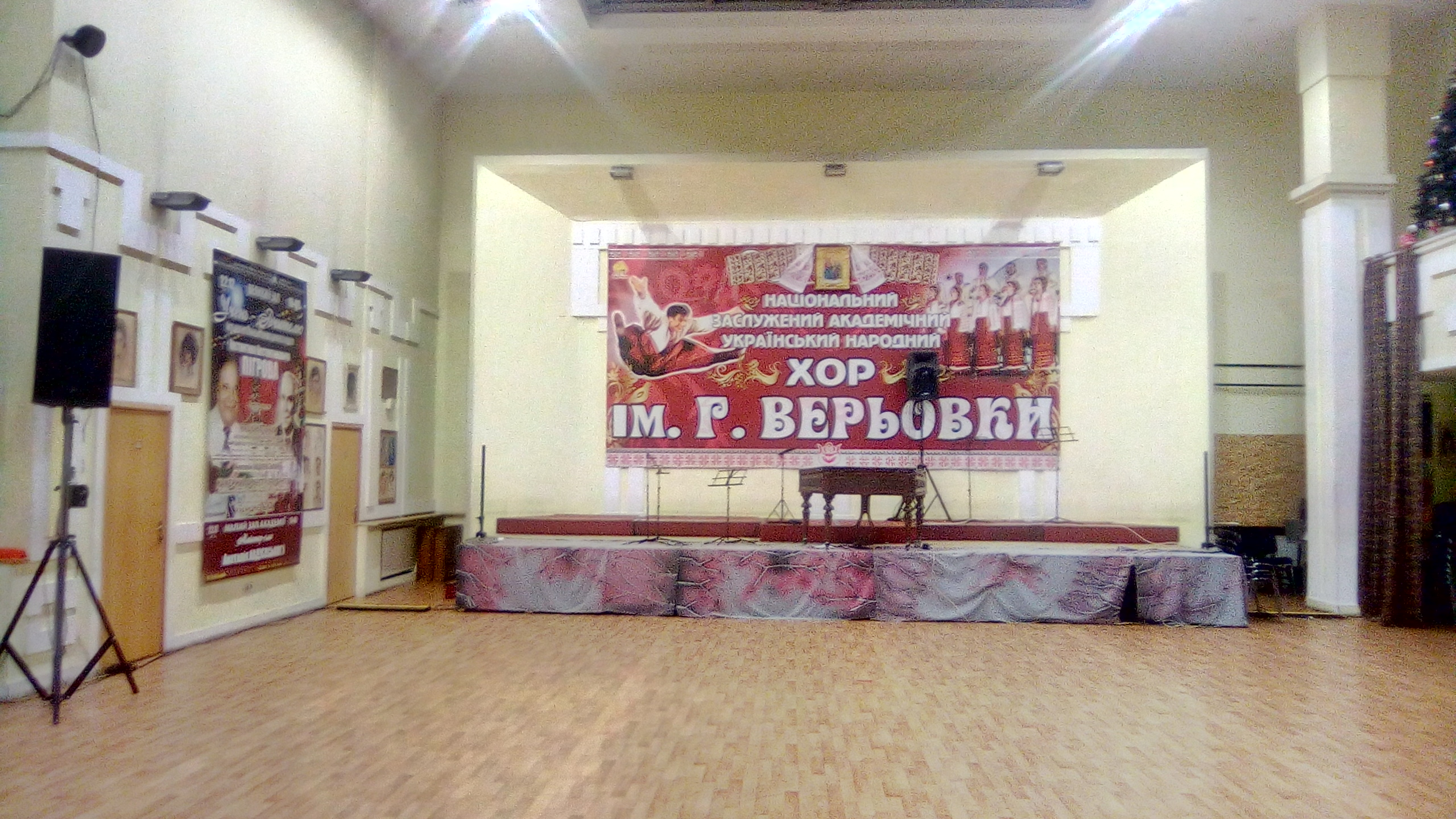
Репетиційна база хору Верьовки в Києві

Станом на 2020 рік у колективі понад 155 чоловік — це найбільший український професійний хор. Він має три групи: хорову, оркестрову та хореографічну.
- Авраменко Петро Іванович — соліст оркестру (1979—2008).
- Барвік-Карпатський Сергій Григорович — диригент (2015—2020).
- Ватаманюк Василь Іванович — соліст (1978—1987; з 1991).
- Гомон Олексій Олександрович — головний балетмейстер (1980—2003).
- Євченко Касян Дмитрович — інструменталіст (1950—1984).
- Єрьоменко Геннадій Васильович — головний диригент (2005—2018).
- Клименко Людмила Миколаївна — солістка (з 1974).
- Кудлай Алла Петрівна — солістка (1978—1984).
- Куцевалов Валерій Віталійович — головний режисер (з 2012).
- Литвин Володимир Вадимович — соліст оркестру (з 1981).
- Мартиненко Віра Григорівна — солістка (1966—1997).
- Мельниченко Ірина Андріївна — солістка (1968—1992), хормейстер (з 1992).
- Матвієнко Ніна Митрофанівна — солістка (1968—1991).
- Пилипчак Марія Іванівна — хормейстер (з 1982).
- Попадюк Василь Іванович — соліст-інструменталіст (1970—1982).
- Проценко Микола Володимирович — соліст (1949—1951).
- Савчук Євген Герасимович — диригент-хормейстер (1973—1978).
- Суржа Володимир Ілліч — соліст (1957—1959), хормейстер (1959—1966), диригент-хормейстер (1966—1969).
- Ткачук Володимир Васильович — диригент (2000—2019).
- Цюпа Наталія Петрівна — солістка (1966—1992).
- Шкоріненко Валерій Олександрович — головний балетмейстер (з 2012).

### Керівники
Організатор та перший керівник хору — Григорій Верьовка (у 1943—1964 роках). Протягом року після смерті Григорія Верьовки художньою керівницею хору була його вдова, Елеонора Скрипчинська. У 1965—2016 роках колектив очолював Анатолій Авдієвський. Після його смерті, у 2016—2021 роках колектив очолював Зеновій Корінець, з осені 2021 — Ігор Курилів (в.о. директора—художнього керівника).

## Критика і скандали
Хор імені Верьовки поряд з іншими подібними хорами нерідко критикують як «шароварщину». Так, музичний критик Олеся Найдюк визначає хор ім. Верьовки як суто радянський феномен — «гламурна версія фольклору, імітування, копіювання, стилізація, — втім дуже грамотна й фахова», що пропагує «естетику поверхневу й сміховинну, найчастіше апелюючи до образів козака в шароварах та його подруги, які постійно з'ясовують стосунки під жартівливі пісні з діалогічною формою типу „А мій милий вареничків хоче“. Народні пісні зі складним, глибоким змістом замінювалися більш легшими про куму, кума, сусідку, дівчиноньку й парубонька». Любов Морозова характеризує хор словами «Красива ностальгійна картинка з некрасивим ідеологічним підґрунтям»
У жовтні 2019 хор ім. Верьовки виступив разом із студією «Квартал 95» з номером за мотивами народної пісні Горіла сосна, палала, глузуючи над спаленим будинком колишньої очільниці НБУ Валерії Гонтаревої, за що піддались масовій критиці. Міністр культури Володимир Бородянський, коментуючи інцидент, вибачився перед Гонтаревою. На запитання, чи буде офіційна реакція відповів, що «моральні збочення закон не забороняє».